# グアナファト大学
グアナファト大学（グアナファトだいがく University of Guanajuato、略称UG）は、18世紀に創立されたメキシコのグアナファト市にある公立大学で、ラテンアメリカにおいて最も古い大学の1つである。街全体が世界遺産に登録されており、観光客も多く、アカデミックな教育環境も整っている。特に、グアナファト大学の本館は、113段の石段で有名であり、建物は緑のカンテラ石を使って建設され、その新古典主義建築は1900年代半ばのものとなっている。

## 歴史
1732年に子供のためのイエズス会の初めての学校として、グアナファト市に設立された。グアナファトで初めての教育機関で、いくつかの改名を経て、1827年にグアナファト州の所有権となった後、グアナファト国立学校と名づけられた。1945年に大学として認可され、グアナファト大学になった。現在まで、カトリック系総合公立大学として運営されている。

## 学部
- 建築・芸術デザイン学部
- 政治・法学部
- 人間社会学部
- 経済・経営学部
- 工学部
- 精密科学部
- 生命科学部
- 農学部

学生数は約33,000人程度であり、特に大学キャンパスで、ラテンアメリカの芸術・文化における最も重要なフェスティバルである「セルバンティーノ国際芸術祭」が開催され、毎年多くの舞台・劇・文化イベントが行われている。

## 日本の学生交流協定校
- 山形大学
- 千葉大学
- 長岡技術科学大学
- 滋賀大学
- 広島大学
- 上智大学
- 明治大学
- 専修大学
- 創価大学
- 神田外語大学
- 南山大学
- 京都産業大学
- 大阪工業大学
- 摂南大学
- 広島修道大学